# Comuna Podari, Dolj
Podari este o comună în județul Dolj, Oltenia, România, formată din satele Balta Verde, Braniște, Gura Văii, Livezi și Podari (reședința). În localitatea Podari se afla o fabrică de procesare a semințelor de floarea soarelui.

## Demografie
Componența etnică a comunei Podari
     Români (80,27%)
     Romi (10,72%)
     Alte etnii (0,22%)
     Necunoscută (8,79%)
Componența confesională a comunei Podari
     Ortodocși (88,59%)
     Adventiști (1,06%)
     Alte religii (0,99%)
     Necunoscută (9,35%)
Conform recensământului efectuat în 2021, populația comunei Podari se ridică la 6.949 de locuitori, în creștere față de recensământul anterior din 2011, când fuseseră înregistrați 6.909 locuitori. Majoritatea locuitorilor sunt români (80,27%), cu o minoritate de romi (10,72%), iar pentru 8,79% nu se cunoaște apartenența etnică. Din punct de vedere confesional, majoritatea locuitorilor sunt ortodocși (88,59%), cu o minoritate de adventiști (1,06%), iar pentru 9,35% nu se cunoaște apartenența confesională.

## Politică și administrație
Comuna Podari este administrată de un primar și un consiliu local compus din 15 consilieri. Primarul, Aurel-Florin Gheorghiță[*], de la Partidul Social Democrat, este în funcție din octombrie 2020. Începând cu alegerile locale din 2024, consiliul local are următoarea componență pe partide politice:
|  | Partid                          | Consilieri | Componența Consiliului | Componența Consiliului | Componența Consiliului | Componența Consiliului | Componența Consiliului | Componența Consiliului | Componența Consiliului | Componența Consiliului | Componența Consiliului | Componența Consiliului | Componența Consiliului | Componența Consiliului | Componența Consiliului |
|  | ------------------------------- | ---------- | ---------------------- | ---------------------- | ---------------------- | ---------------------- | ---------------------- | ---------------------- | ---------------------- | ---------------------- | ---------------------- | ---------------------- | ---------------------- | ---------------------- | ---------------------- |
|  | Partidul Social Democrat        | 13         |                        |                        |                        |                        |                        |                        |                        |                        |                        |                        |                        |                        |                        |
|  | Partidul Național Liberal       | 1          |                        |                        |                        |                        |                        |                        |                        |                        |                        |                        |                        |                        |                        |
|  | Alianța pentru Unirea Românilor | 1          |                        |                        |                        |                        |                        |                        |                        |                        |                        |                        |                        |                        |                        |

## Personalități
- Ioana Bulcă (n. 1936), actriță;
- Tudor Gheorghe (n. 1945), cântăreț, compozitor și actor;
- Constantin Pădureanu (n. 1953), jurnalist și prozator;
- Ștefan Andrei (1931 - 2014), ministru de externe în perioada comunistă;
- Iulian Segărceanu (n. 1955), pictor
- Lucian Ionescu (1958 - 2020), impresar